# Fly Me to the Moon
"Fly Me to the Moon", originalment titulada "In Other Words", és una cançó escrita el 1954 per Bart Howard. Kaye Ballard va fer la primera gravació de la cançó l'any que va ser escrita. La versió de 1964 de Frank Sinatra estava estretament associada amb les missions Apol·lo a la Lluna.
L'any 1999, el Saló de la Fama dels Compositors va honorar "Fly Me to the Moon" introduint-la com a "Cançó imponent".

## Antecedents i composició
El 1954, quan va començar a escriure la cançó que es va convertir en "Fly Me to the Moon", Bart Howard portava més de 20 anys de una carrera musical. Tocava el piano per acompanyar cantants de cabaret, però també escrivia cançons pensant en Cole Porter, el seu ídol. En resposta a la petició d'una discogràfica d'una cançó més senzilla, Bart Howard va escriure una balada de cabaret que va titular "In Other Words" (En altres paraules). Una discogràfica va intentar fer-li canviar algunes paraules de "fly me to the Moon" per "take me to the Moon", però Howard es va negar. Molts anys després Howard va comentar que "... em va costar 20 anys esbrinar com escriure una cançó en 20 minuts".
Va utilitzar la seva posició com a acompanyant de piano i presentador al local del cabaret Blue Angel per promocionar la cançó, i aviat va ser introduïda en les actuacions de cabaret per Felicia Sanders.
La cançó va ser composta en 3/4 de temps, però Quincy Jones la va canviar a 4/4 en el seu arranjament.

## Primers enregistraments

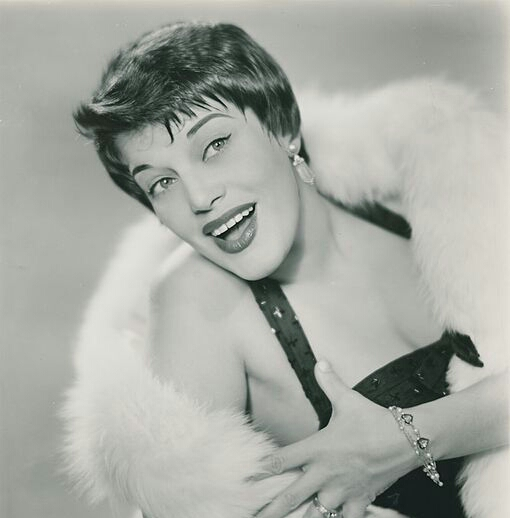
Kaye Ballard cap a finals de la dècada de 1950

Kaye Ballard va fer el primer enregistrament comercial de la cançó, publicat per Decca l'abril de 1954. Una breu ressenya publicada el 8 de maig de 1954 a Billboard deia que "In Other Words" era "...una cançó d'amor cantada amb sentiment per Miss Ballard". Aquest enregistrament es va publicar com l'altra cara de "Lazy Afternoon", que Kaye Ballard interpretava habitualment com a estrella de l'espectacle musical The Golden Apple.
Durant els anys següents, cantants de jazz i cabaret van publicar versions de "In Other Words" en àlbums discogràfics EP o LP, com Chris Connor, Johnny Mathis, Portia Nelson, i Nancy Wilson. Eydie Gormé va cantar la cançó al seu àlbum de 1958 Eydie In Love, que va arribar al número 20 a les llistes d'àlbums de Cashbox.

## Enregistraments i usos posteriors
L'any 1960, Peggy Lee va publicar la cançó a l'àlbum Pretty Eyes, després la va fer més popular quan la va interpretar davant d'una gran audiència de televisió a The Ed Sullivan Show. A mesura que augmentava la popularitat de la cançó, es va fer més coneguda com "Fly Me to the Moon", i el 1963 Peggy Lee va convèncer Bart Howard perquè fes oficial el canvi de nom. Connie Francis va llançar dues versions no angleses de la cançó el 1963: en italià com "Portami Con Te" i en castellà com "Llévame a la Luna".

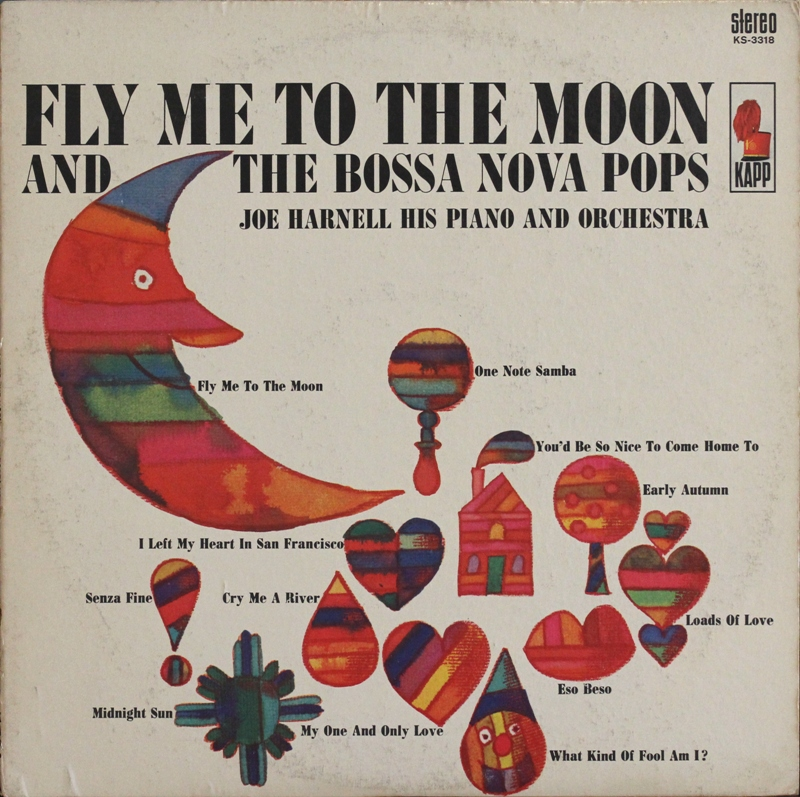
Fly Me to the Moon Bossa Nova 1963 àlbum de Joe Harnell

El 1962, Joe Harnell va arranjar i gravar una versió instrumental en estil bossa nova. Va ser publicat com a senzill a finals de 1962. La versió d'Harnell va passar 13 setmanes a la llista Billboard Hot 100, arribant al número 14 el 23 de febrer de 1963 mentre que va assolir el número 4 a la llista de single Middle-Road de Billboard. La versió de Harnell va ocupar el lloc número 89 al rànquing de finals d'any de Billboard "Top Records of 1963". L'enregistrament d'Harnell li va fer guanyar un premi Grammy a la 5a edició dels premis Grammy a la millor interpretació d'una orquestra per ballar. La seva versió es va incloure al seu àlbum Fly Me to the Moon and the Bossa Nova Pops publicat a principis de 1963, que va arribar al nº 3 d'àlbum estèreos en la llista de Billboard Top LP.
Julie London va incloure una versió de la cançó per al seu àlbum de 1963 The End of the World. Paul Anka va publicar una versió de "Fly Me To The Moon" el 1963, apareixent al seu àlbum Our Man Around the World.
Frank Sinatra va incloure la cançó al seu àlbum de 1964 It Might as Well Be Swing, acompanyat per Count Basie. La música d'aquest àlbum va ser arranjzada per Quincy Jones, que havia treballat amb Count Basie un any abans en l'àlbum This Time by Basie, que també incloïa una versió de "Fly Me to the Moon". Will Friedwald va comentar que "Jones va augmentar el tempo i el va posar en un quatre/quatre parell" per a la versió de Basie, però "quan Sinatra va decidir abordar-ho amb la combinació Basie/Jones la van recarregar en un swinger directe... [que] ...explota d'energia". Bart Howard va estimar que quan Frank Sinatra va versionar la cançó el 1964, s'havien gravat més de 100 versions més.
Bobby Womack va gravar una versió que es va publicar el 1968 a Minit Records, del seu àlbum Fly Me to the Moon. La seva interpretació va arribar al número 52 a la Billboard Hot 100 i al número 16 a la llista de R&amp;B. De tant en tant a la sèrie de CBS Ràdio Cincinnati s'utilitzava una mostra instrumental de "Fly Me To The Moon" com a melodia de timbre durant les escenes que tenien lloc a l'apartament del personatge Jennifer Marlowe que interpretava Loni Anderson.
El 1995, la cançó s'havia gravat més de 300 vegades. La sèrie d'animació japonesa Neon Genesis Evangelion utilitza diverses versions de la cançó cantades per Claire Littley, Yōko Takahashi i diversos membres del repartiment femení de la sèrie per a la música de tancament de cada episodi; a tot arreu fora del Japó, la cançó es va eliminar de la versió de streaming de Netflix del 2019, els llançaments de Blu-ray de 2021 (i posteriors) i les projeccions de cinema a causa de problemes de llicència, per a consternació dels fans. Segons una enquesta duta a terme per la revista musical japonesa CD&DL Data l'any 2016 sobre les cançons més representatives associades a la Lluna, la versió de la versió de Claire Littley i Yoko Takahashi va ocupar la 7a posició per 6.203 enquestats. La versió de Claire va guanyar el Premi de Planificació del Gran Premi Heisei Anisong entre les cançons temàtiques de l'anime de 1989 a 1999.
Al videojoc Bayonetta de 2009, un remix de "Fly Me to the Moon", titulat "Fly Me to the Moon (∞ Climax Mix)", cantat per Helena Noguerra, s'utilitza com a tema de batalla del joc. Durant la pandèmia de la COVID-19 del 2020, una nena de 6 anys a la Xina anomenada Miumiu va ser notícia nacional quan el seu vídeo casolà de la cançó va ser trobat i editat per un grup de músics italians liderats per Bruno Zucchetti, que va afegir un acompanyament instrumental interpretat per les seves cases durant el confinament.
La plataforma de comerç de criptomonedes eToro va utilitzar la cançó per al seu anunci Super Bowl LVI.
Una versió de la cançó, produïda i arranjada pel compositor coreà Jung Jae-il i cantada per oo Won Shin va ser introduïda al primer episodi de la sèrie coreana Squid Game produïda i distribuïda per Netflix.

## Associació amb la NASA

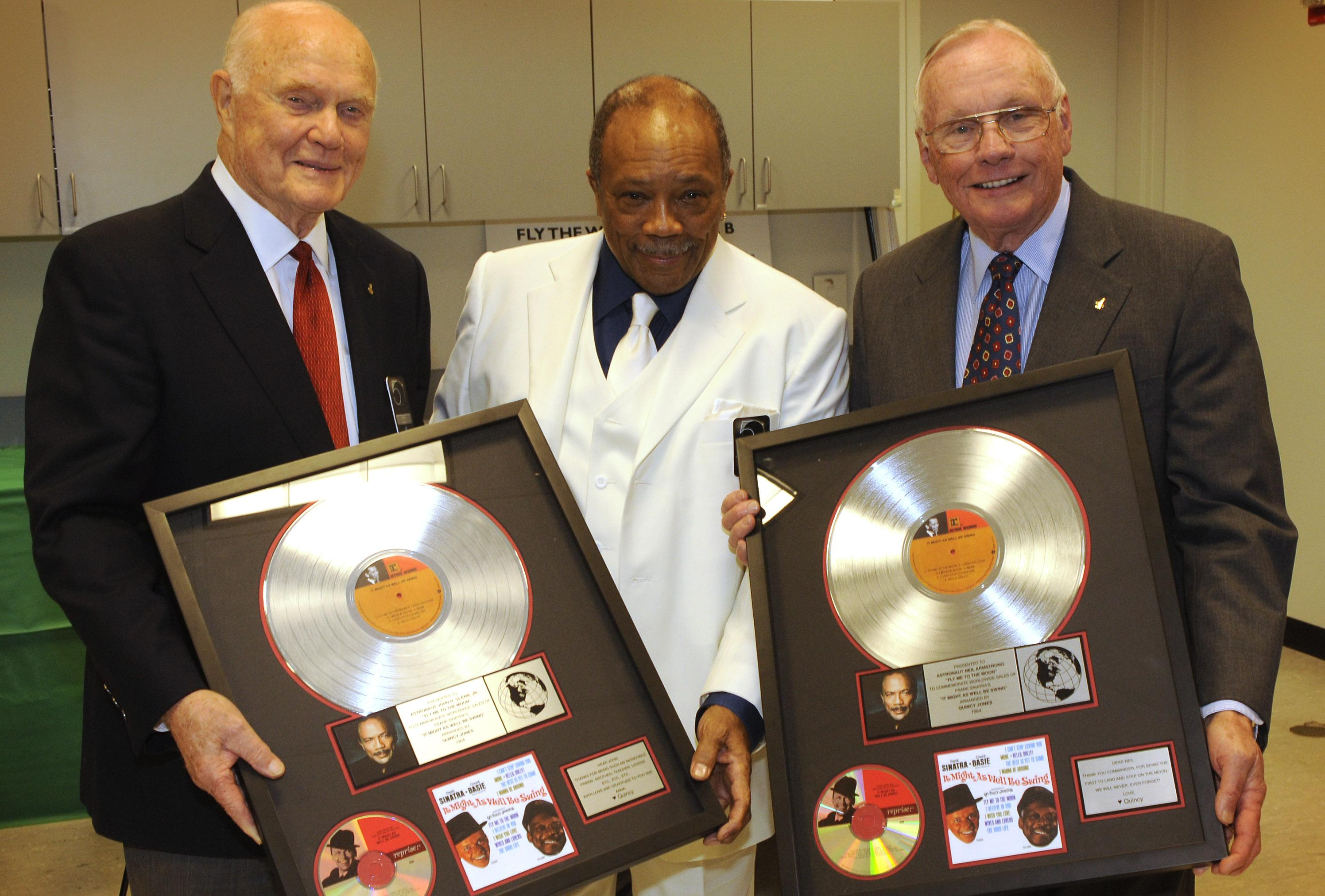
Quincy Jones presenta còpies de platí de l'àlbum de Frank Sinatra al senador John Glenn i al comandant de l'Apollo 11 Neil Armstrong

L'enregistrament de 1964 de Frank Sinatra de "Fly Me to the Moon" es va associar estretament amb el programa espacial Apol·lo de la NASA. Una còpia de la cançó es va reproduir en un reproductor de cassets portàtil Sony TC-50 a la missió Apollo 10 que va orbitar la Lluna, i també a l'Apol·lo 11 abans del primer aterratge a la Lluna. L'associació de la cançó amb l'Apol·lo 11 es va repetir molts anys més tard quan Diana Krall la va cantar a la cerimònia de commemoració del 40è aniversari de la missió, i també per al servei commemoratiu del comandant de la missió Neil Armstrong el 2012.
La versió de Sinatra també es va utilitzar a la pel·lícula de ficció relacionada amb la NASA de 2000 Space cowboys.